# Termosifon
Termosifon ili sustav s prirodnom kruženjem je najjednostavnija vrsta sunčevog toplovodnog sustava za zagrijavanje tople sanitarne vode. Nakon zagrijavanja u kolektoru, zbog razlike u gustoći diže do spremnika, postavljenog iznad kolektora, tamo hladi i vraća natrag u kolektor, potiskujući toplu vodu prema spremniku. Ne zahtijevaju regulaciju niti pumpu, no imaju manji stupanj iskorištenja, zbog manjih protoka u sunčevom kolektoru i većih toplinskih gubitaka, ako je spremnik ugrađen izvan objekta. Stoga su takvi sustavi prikladni za grijanje tople vode u manjim objektima, u ljetnim mjesecima. Karakterizira ga niska cijena, jednostavna ugradnja, ekonomski jeftino održavanje i dugotrajnost.
Sunčeva svjetlost grije sunčev kolektor kroz staklo, gdje dolazi do apsorbera, koji je premazan selektivnim premazom koji propušta svjetlost određene valne duljine. Na apsorber sa stražnje strane spojene su bakarne cijevi. Apsorber upija sunčevo zračenje i akumuliranu toplotu predaje bakarnim cijevima, odnosno zagrijeva bakarne cijevi. Kroz bakarne cijevi protiče sunčev fluid (propilen glikol - neotrovna tekućina) koji preuzima toplinu od bakarnih cijevi. Kako se fluid zagrijava, tako se njegova gustoća smanjuje - postaje lakši i ide prema gore. U svom kretanju sunčev fluid napušta kolektor i ulazi u kotao, pri čemu hladniji fluid kao teži ima težnju kretanja prema dolje - odnosno prema dnu kolektora. Kretanje fluida ili kruženje nastavlja se sve do onog trenutka kada se temperature izjednače (prirodna cirkulacija).
Topli sunčev fluid se zadržava u kotlu, a hladniji fluid ide prema dnu kolektora. Poslije nekog vremena unutrašnjost kotla je ispunjena toplim sunčevim fluidom. Oko kotla je tvrda poliuretanska pjena debljine oko 50 mm, a unutrašnja strana je emajlirana. Hladna voda ulazi na plavi priključak, i ulazi u spiralni rebrasti izmjenjivač topline, napravljen od nehrđajućeg čelika (obično CrNi 316L). Prolaskom kroz spiralu voda preuzima toplinu od zagrijanog sunčevog fluida. Na drugom kraju spirale voda je spremna za upotrebu.
Da bi sustav ispravno radio, potrebno je do kotla dovesti i priključiti hladnu vodu, a od kotla odvesti toplu zagrijanu vodu. Na dovod hladne vode mora se postaviti set hladne vode. Set hladne vode mora osigurati da kotao ne ostane bez vode, da vodu očisti od mogućih nečistoća i da osigura sigurnosni rad napajanja objekta toplom sanitarnom vodom. Na odvodu tople vode iz kotla mora se instalirati set tople vode. Set tople vode u sebi ima temperaturni ventil mješalicu. Temperaturni ventil mješalica miješa toplu vodu iz kotla s hladnom vodom i daje željenu temperaturu između 36 ⁰C i 60 ⁰C. Taj opseg temperatura osigurava da ne može doći do opeklina prilikom uporabe tople vode.
Odvod tople vode mora se spojiti u zgradi na razvod tople vode, kako bi se mogla koristiti u zgradi. Najrazumnije je da se dovod tople vode spoji na ulaz hladne vode u električni kotao. U razdoblju od mjeseca svibnja do skoro kraja mjeseca listopada, električni kotao u kupaoni gotovo nije potrebno ni uključivati. U ostalom razdoblju električni kotao će dogrijavati vodu do željene temperature, jer je sunčev toplovodni sustav zagrijao vodu do neke temperature i znatno uštedio na električnoj energiji. Uporaba tople sanitarne vode nije ograničena samo na toplu vodu za pranje ruku i tuširanje ili kupanje. Na toplu vodu možete priključiti perilica posuđa i to direktno, jer vodu koju stroj upotrebljava za program pranja je oko 50 ⁰C. Za priključenje perilice rublja potreban je jedan programator, koji će miješati toplu vodu perilici, jer programi pranja su na temperaturama od 30 ⁰C do 90 ⁰C.